# Heinrich Karl Scholz

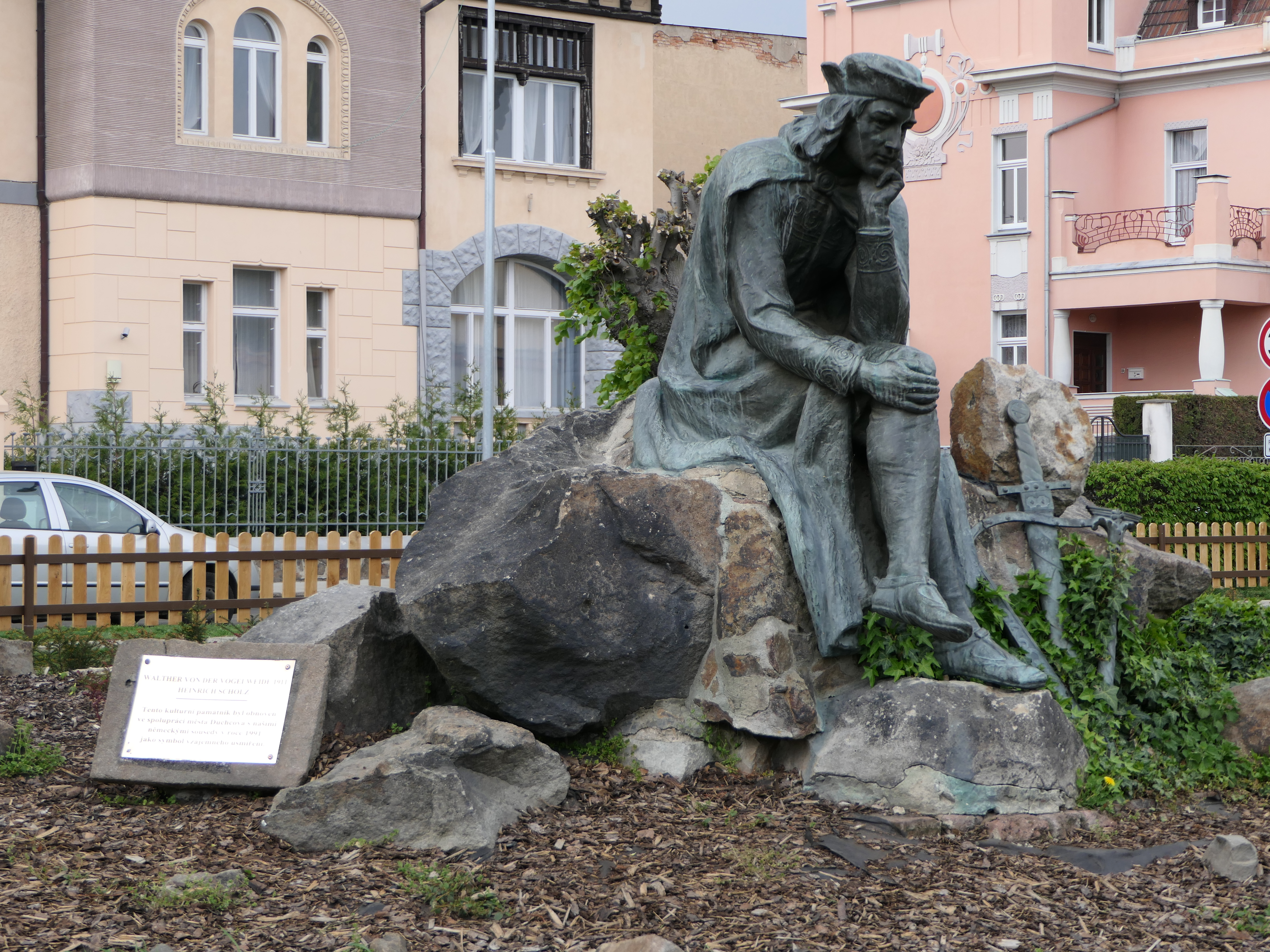
Denkmal für Walther von der Vogelweide in Duchcov, 1911

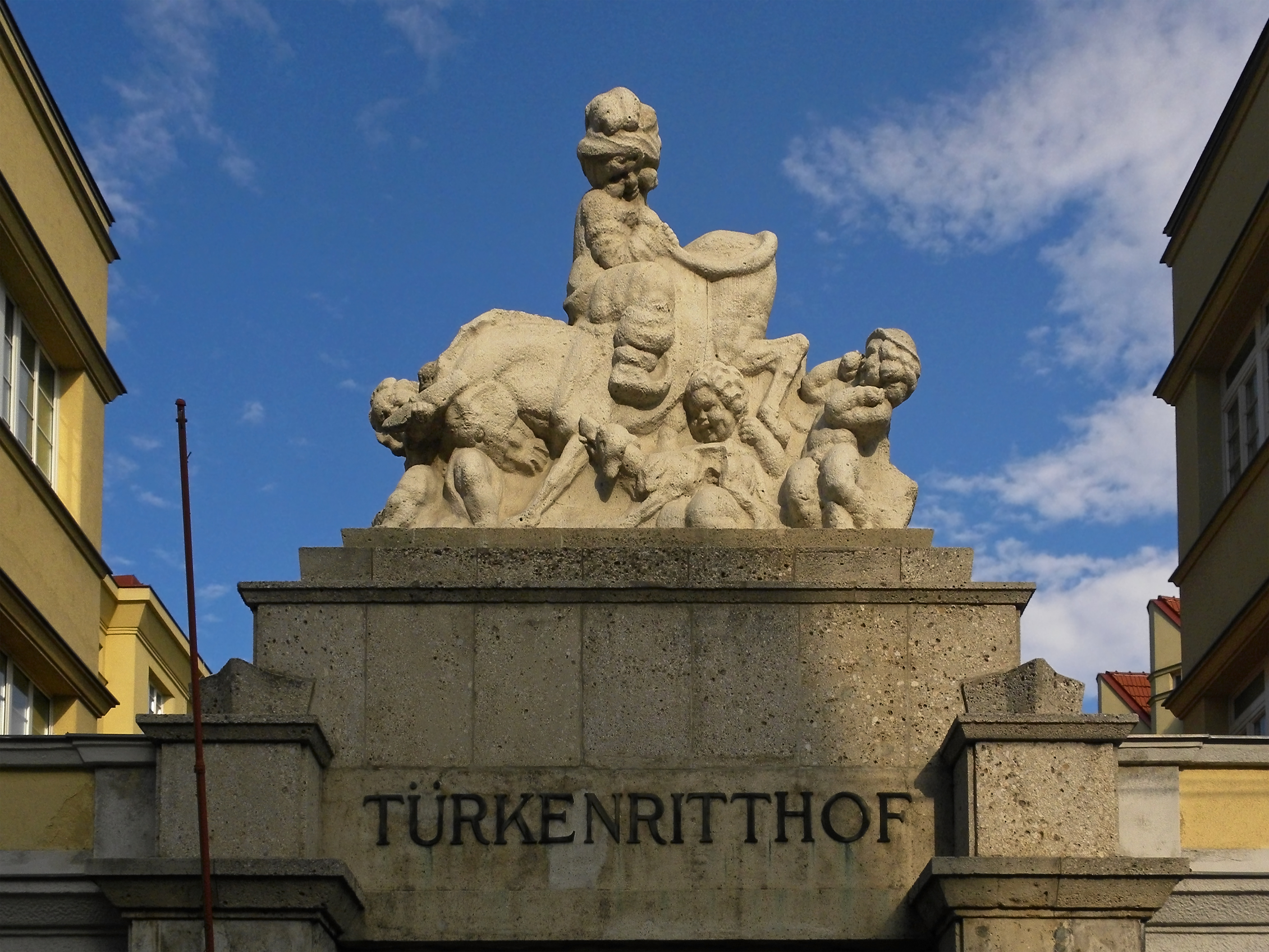
Steingruppe beim Türkenritthof, 1927/28

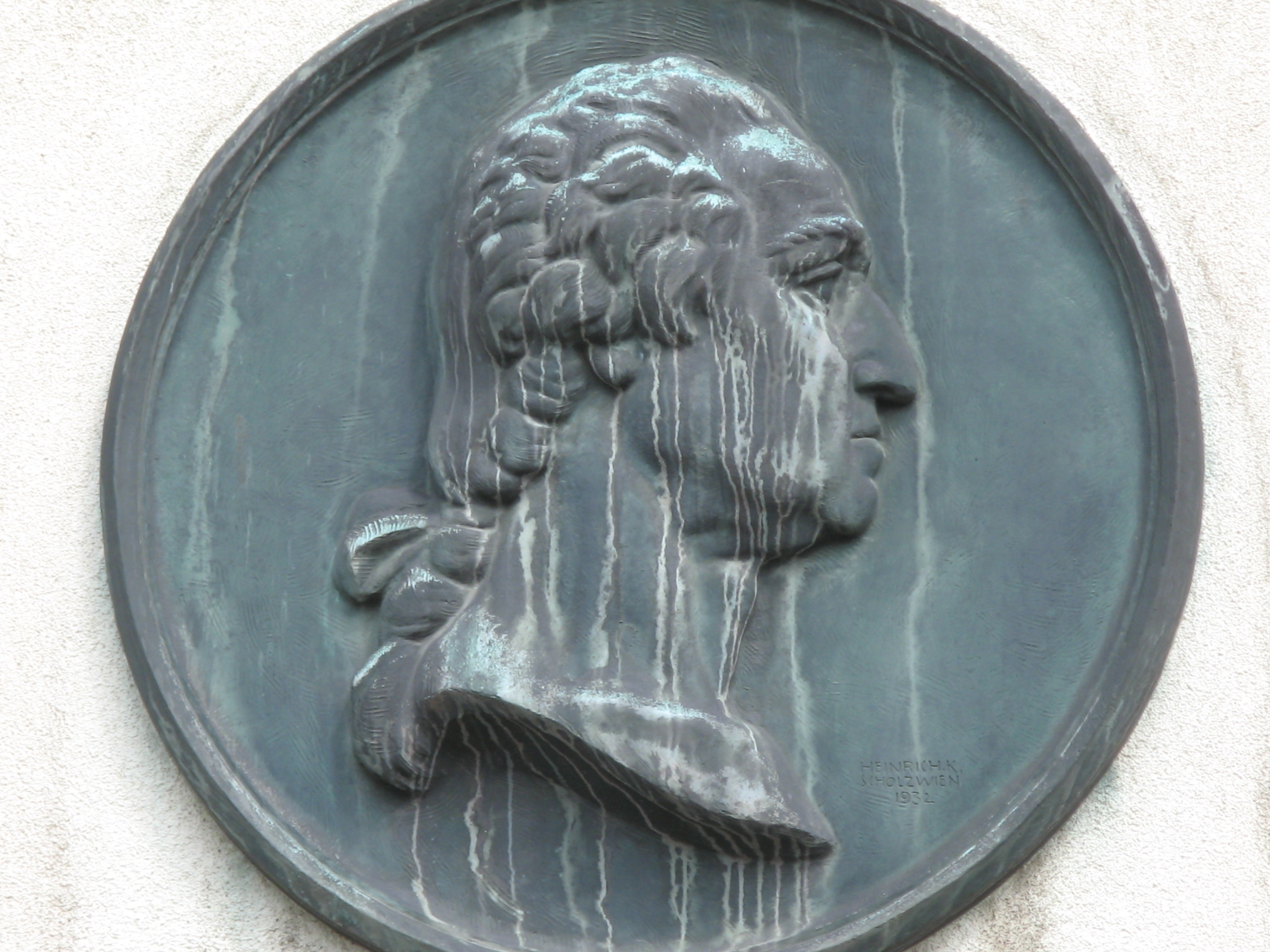
Relief am George-Washington-Hof, 1932

Heinrich Karl Scholz (* 16. Oktober 1880 in Mildenau, Königreich Böhmen; † 12. Juni 1937 in Wien) war ein österreichischer Bildhauer und Medailleur.

## Leben
Scholz lernte zuallererst Porzellanbearbeitung und Modellieren an der Kunstgewerbeschule in Haindorf und an der Staatlichen Kunstgewerbeschule in Reichenberg. Danach studierte er an der Akademie der bildenden Künste in Wien in der Bildhauerklasse Hans Bitterlich und Edmund von Hellmer. In weiterer Folge trat er eine Studienreise nach Italien, Frankreich, Belgien und Deutschland an.
Während des Ersten Weltkriegs wurde er mit der Planung und Ausführung von 34 Kriegerfriedhöfen und Gedenkstätten in Galizien (Raum Tarnów-Gorlice) beauftragt. Nach Kriegsende lebte und arbeitete Scholz als freischaffender Bildhauer in Wien. Von dort aus arbeitete er jedoch auch an mehreren Großplastiken für seine Heimatregion. Neben der Großplastik schuf er auch mehrere kleine Statuetten und Medaillen, die als Porzellanfiguren oder Bronzeabgüsse noch Jahre nach seinem Ableben vervielfältigt wurden. Viele davon signierte er mit Karl von Mildenau.
1920 wurde Schulz Mitglied des Wiener Künstlerhauses, 1936 dessen Vizepräsident. Im gleichen Jahr wurde ihm der Titel eines Professors verliehen.

## Auszeichnungen
- 1907 Fügermedaille in Gold
- 1908 Gundel-Preis für Medailleure
- 1909/12 Kaiser Franz Joseph-Stipendium in Gold
- 1909 Königswarter-Preis für die Allgemeine Bildhauerschule
- 1910 Preleuthner-Preis
- 1920 Dumba-Preis
- 1925 Großer Kunstpreis der Stadt Wien

## Museale Rezeption
Das Wiener Kunsthistorische Museum verwahrt Kleinplastiken und Medaillen von Scholz. Im Heeresgeschichtlichen Museum befinden sich sechs Medaillen von seiner Hand, welche er in den Jahren 1922 bis 1937 angefertigt hatte, darüber hinaus verwahrt das Museum neun weitere Werke (Reliefplaketten, Gedenktafeln und Statuetten).

## Werke (Auszug)
- Denkmal Walther von der Vogelweide, Dux, Tschechien
- Plastiken am Portal der Spinnereischule, Reichenberg, Tschechien
- Büste General Eduard Graf Clam-Gallas, Ahnensaal Schloss Frýdlant, Tschechien
- Madonnenstatue, Pfarrkirche Raspenau, Tschechien
- Pieta, Bronze, Grabdenkmal des Oberlehrers Würfel, Friedhof Raspenau, Tschechien
- Kriegerdenkmal auf dem Friedhof in Raspenau, Tschechien[3]
- Denkmal Wilhelm von Hartel, Wiener Neustadt
- Wallensteinbrunnen für das Wallenstein-Denkmal, 1934 enthüllt, Friedland, Tschechien
- Georgsbrunnen, Maria Enzersdorf
- Kriegerdenkmal, Kapuzinerkirche, Wien
- Bronzemedaille und Entwurf zum Kriegerdenkmal der Wiener Kapuzinerkirche, gewidmet dem k.u.k. böhmischen Ulanen-Regiment „Alexander II. Kaiser von Rußland“ Nr. 11, Sheperd-Gallery, New York
- Reiterstandbild, Karlskirche, Wien
- Reliefplakette Wettbewerbspreis des Österreichischen Bundesheeres, 1922, Eisenguss, Heeresgeschichtliches Museum, Wien
- Gedenktafel/Relief Für die Verstorbenen des k.u.k. galizischen Infanterie Regiments "Freiherr von Georgi" Nr. 15, 1934, Bronze, Heeresgeschichtliches Museum, Wien
- Reiterstatuette Kavallerist, 1918, Bronze/grauer Marmor, Heeresgeschichtliches Museum, Wien
- Statuette Skipatrouille, 1928, Bronze, Heeresgeschichtliches Museum, Wien
- Steingruppe Türkenritt, 1927/28, Türkenritthof, Wien
- Relief George Washington, 1932, George-Washington-Hof, Wien